# Tour de Romandía 2016
La 70.ª edición de la competición ciclista Tour de Romandía se celebró en Suiza entre el 26 de abril y el 1 de mayo de 2016 sobre un recorrido de 705,6 kilómetros.
Hizo parte del UCI WorldTour 2016, siendo la decimocuarta competición del calendario de máxima categoría mundial.
La carrera fue ganada por el corredor colombiano Nairo Quintana del equipo Movistar Team, en segundo lugar Thibaut Pinot (FDJ) y en tercer lugar Ion Izagirre (Movistar Team).

## Equipos participantes
Tomaron parte en la carrera 20 equipos: los 18 UCI ProTeam (al ser obligada su participación); más 2 equipos Profesionales Continentales invitados por la organización (Team Roth y Wanty-Groupe Gobert). Cada formación estuvo integrada por 8 corredores, formando así un pelotón de 160 ciclistas.
| WorldTeams (18)- AG2R La Mondiale - Astana - Katusha - Movistar Team - BMC Racing Team - Tinkoff - Cannondale - FDJ - Dimension Data - Lampre-Merida - Trek-Segafredo - Lotto-Soudal - Orica-GreenEDGE - Etixx-Quick Step - IAM Cycling - Giant-Alpecin - Sky - Lotto NL-Jumbo Equipos continentales profesionales (2)- Team Roth - Wanty-Groupe Gobert |
| |

## Etapas
El Tour de Romandía dispuso de seis etapas para un recorrido total de 646,66 kilómetros.
| Etapa     | Fecha     | Recorrido                             | type                    | Distancia (km) | Ganador          | Líder          |
| --------- | --------- | ------------------------------------- | ----------------------- | -------------- | ---------------- | -------------- |
| Prólogo   | 26 de abr | La Chaux-de-Fonds – La Chaux-de-Fonds | prólogo                 | 3,95           | Ion Izagirre     | Ion Izagirre   |
| 1.ª etapa | 27 de abr | Mathod – Moudon                       | etapa escarpada         | 100,5          | Marcel Kittel    | Ion Izagirre   |
| 2.ª etapa | 28 de abr | Moudon – Morgins                      | etapa de montaña        | 177            | Nairo Quintana   | Nairo Quintana |
| 3.ª etapa | 29 de abr | Sion – Sion                           | contrarreloj individual | 15,11          | Thibaut Pinot    | Nairo Quintana |
| 4.ª etapa | 30 de abr | Conthey – Villars-sur-Ollon           | etapa de montaña        | 172,7          | Chris Froome     | Nairo Quintana |
| 5.ª etapa | 1 de may  | Ollon – Ginebra                       | etapa escarpada         | 177,4          | Michael Albasini | Nairo Quintana |

## Desarrollo de la carrera

### Prólogo
| La Chaux-de-Fonds - La Chaux-de-Fonds | prólogo | (3,95 km) |

| \| Clasificación de la etapa \| Clasificación de la etapa \| Clasificación de la etapa \| Clasificación de la etapa \| Clasificación de la etapa \| \| Ciclista \| Ciclista \| Equipo \| Tiempo \| \| \| ------------------------- \| ------------------------- \| ------------------------- \| ------------------------- \| ------------------------- \| \| 1.º \| Ion Izagirre \| Movistar Team \| 5 min 33 s \| \| \| 2.º \| Tom Dumoulin \| Giant-Alpecin \| + 6 s \| \| \| 3.º \| Michał Kwiatkowski \| Team Sky \| + 7 s \| \| \| 4.º \| Geraint Thomas \| Team Sky \| + 7 s \| \| \| 5.º \| Gorka Izagirre \| Movistar Team \| + 8 s \| \| \| 6.º \| Moreno Moser \| Cannondale \| + 9 s \| \| \| 7.º \| Reto Hollenstein \| IAM Cycling \| + 11 s \| \| \| 8.º \| Louis Vervaeke \| Lotto-Soudal \| + 11 s \| \| \| 9.º \| Tejay van Garderen \| BMC Racing Team \| + 11 s \| \| \| 10.º \| Martijn Keizer \| LottoNL-Jumbo \| + 12 s \| \| |                    |                 |            |
| |                    |                 |            |
| Fuente: ProCyclingStats |                    |                 |            |
| Clasificación de la etapa |                    |                 |            |
| Ciclista | Ciclista           | Equipo          | Tiempo     |
| 1.º | Ion Izagirre       | Movistar Team   | 5 min 33 s |
| 2.º | Tom Dumoulin       | Giant-Alpecin   | + 6 s      |
| 3.º | Michał Kwiatkowski | Team Sky        | + 7 s      |
| 4.º | Geraint Thomas     | Team Sky        | + 7 s      |
| 5.º | Gorka Izagirre     | Movistar Team   | + 8 s      |
| 6.º | Moreno Moser       | Cannondale      | + 9 s      |
| 7.º | Reto Hollenstein   | IAM Cycling     | + 11 s     |
| 8.º | Louis Vervaeke     | Lotto-Soudal    | + 11 s     |
| 9.º | Tejay van Garderen | BMC Racing Team | + 11 s     |
| 10.º | Martijn Keizer     | LottoNL-Jumbo   | + 12 s     |

| \| Clasificación general \| Clasificación general \| Clasificación general \| Clasificación general \| Clasificación general \| \| Ciclista \| Ciclista \| Equipo \| Tiempo \| \| \| --------------------- \| --------------------- \| --------------------- \| --------------------- \| --------------------- \| \| 1.º \| Ion Izagirre \| Movistar Team \| 5 min 33 s \| \| \| 2.º \| Tom Dumoulin \| Giant-Alpecin \| + 6 s \| \| \| 3.º \| Michał Kwiatkowski \| Team Sky \| + 7 s \| \| \| 4.º \| Geraint Thomas \| Team Sky \| + 7 s \| \| \| 5.º \| Gorka Izagirre \| Movistar Team \| + 8 s \| \| \| 6.º \| Moreno Moser \| Cannondale \| + 9 s \| \| \| 7.º \| Reto Hollenstein \| IAM Cycling \| + 11 s \| \| \| 8.º \| Louis Vervaeke \| Lotto-Soudal \| + 11 s \| \| \| 9.º \| Tejay van Garderen \| BMC Racing Team \| + 11 s \| \| \| 10.º \| Martijn Keizer \| LottoNL-Jumbo \| + 12 s \| \| |                    |                 |            |
| |                    |                 |            |
| Fuente: ProCyclingStats |                    |                 |            |
| Clasificación general |                    |                 |            |
| Ciclista | Ciclista           | Equipo          | Tiempo     |
| 1.º | Ion Izagirre       | Movistar Team   | 5 min 33 s |
| 2.º | Tom Dumoulin       | Giant-Alpecin   | + 6 s      |
| 3.º | Michał Kwiatkowski | Team Sky        | + 7 s      |
| 4.º | Geraint Thomas     | Team Sky        | + 7 s      |
| 5.º | Gorka Izagirre     | Movistar Team   | + 8 s      |
| 6.º | Moreno Moser       | Cannondale      | + 9 s      |
| 7.º | Reto Hollenstein   | IAM Cycling     | + 11 s     |
| 8.º | Louis Vervaeke     | Lotto-Soudal    | + 11 s     |
| 9.º | Tejay van Garderen | BMC Racing Team | + 11 s     |
| 10.º | Martijn Keizer     | LottoNL-Jumbo   | + 12 s     |

### Etapa 1
| Mathod - Moudon | etapa escarpada | (100,5 km) |

| \| Clasificación de la etapa \| Clasificación de la etapa \| Clasificación de la etapa \| Clasificación de la etapa \| Clasificación de la etapa \| \| Ciclista \| Ciclista \| Equipo \| Tiempo \| \| \| ------------------------- \| ------------------------- \| ------------------------- \| ------------------------- \| ------------------------- \| \| 1.º \| Marcel Kittel \| Etixx-Quick Step \| 2 h 27 min 46 s \| \| \| 2.º \| Niccolò Bonifazio \| Trek-Segafredo \| + 0 s \| \| \| 3.º \| Michael Albasini \| Orica-GreenEDGE \| + 0 s \| \| \| 4.º \| Tosh Van der Sande \| Lotto-Soudal \| + 0 s \| \| \| 5.º \| Ramūnas Navardauskas \| Cannondale \| + 0 s \| \| \| 6.º \| Davide Cimolai \| Lampre-Merida \| + 0 s \| \| \| 7.º \| Samuel Dumoulin \| AG2R La Mondiale \| + 0 s \| \| \| 8.º \| Enrico Gasparotto \| Wanty-Groupe Gobert \| + 0 s \| \| \| 9.º \| Kristian Sbaragli \| Dimension Data \| + 0 s \| \| \| 10.º \| Ilnur Zakarin \| Katusha \| + 0 s \| \| |                      |                     |                 |
| |                      |                     |                 |
| |                      |                     |                 |
| Clasificación de la etapa |                      |                     |                 |
| Ciclista | Ciclista             | Equipo              | Tiempo          |
| 1.º | Marcel Kittel        | Etixx-Quick Step    | 2 h 27 min 46 s |
| 2.º | Niccolò Bonifazio    | Trek-Segafredo      | + 0 s           |
| 3.º | Michael Albasini     | Orica-GreenEDGE     | + 0 s           |
| 4.º | Tosh Van der Sande   | Lotto-Soudal        | + 0 s           |
| 5.º | Ramūnas Navardauskas | Cannondale          | + 0 s           |
| 6.º | Davide Cimolai       | Lampre-Merida       | + 0 s           |
| 7.º | Samuel Dumoulin      | AG2R La Mondiale    | + 0 s           |
| 8.º | Enrico Gasparotto    | Wanty-Groupe Gobert | + 0 s           |
| 9.º | Kristian Sbaragli    | Dimension Data      | + 0 s           |
| 10.º | Ilnur Zakarin        | Katusha             | + 0 s           |

| \| Clasificación general \| Clasificación general \| Clasificación general \| Clasificación general \| Clasificación general \| \| Ciclista \| Ciclista \| Equipo \| Tiempo \| \| \| --------------------- \| --------------------- \| --------------------- \| --------------------- \| --------------------- \| \| 1.º \| Ion Izagirre \| Movistar Team \| 2 h 33 min 19 s \| \| \| 2.º \| Tom Dumoulin \| Giant-Alpecin \| + 6 s \| \| \| 3.º \| Geraint Thomas \| Team Sky \| + 7 s \| \| \| 4.º \| Gorka Izagirre \| Movistar Team \| + 8 s \| \| \| 5.º \| Moreno Moser \| Cannondale \| + 9 s \| \| \| 6.º \| Reto Hollenstein \| IAM Cycling \| + 11 s \| \| \| 7.º \| Louis Vervaeke \| Lotto-Soudal \| + 11 s \| \| \| 8.º \| Tejay van Garderen \| BMC Racing Team \| + 11 s \| \| \| 9.º \| Martijn Keizer \| LottoNL-Jumbo \| + 12 s \| \| \| 10.º \| Thibaut Pinot \| FDJ \| + 12 s \| \| |                    |                 |                 |
| |                    |                 |                 |
| |                    |                 |                 |
| Clasificación general |                    |                 |                 |
| Ciclista | Ciclista           | Equipo          | Tiempo          |
| 1.º | Ion Izagirre       | Movistar Team   | 2 h 33 min 19 s |
| 2.º | Tom Dumoulin       | Giant-Alpecin   | + 6 s           |
| 3.º | Geraint Thomas     | Team Sky        | + 7 s           |
| 4.º | Gorka Izagirre     | Movistar Team   | + 8 s           |
| 5.º | Moreno Moser       | Cannondale      | + 9 s           |
| 6.º | Reto Hollenstein   | IAM Cycling     | + 11 s          |
| 7.º | Louis Vervaeke     | Lotto-Soudal    | + 11 s          |
| 8.º | Tejay van Garderen | BMC Racing Team | + 11 s          |
| 9.º | Martijn Keizer     | LottoNL-Jumbo   | + 12 s          |
| 10.º | Thibaut Pinot      | FDJ             | + 12 s          |

### Etapa 2
| Moudon - Morgins | etapa de montaña | (177 km) |

| \| Clasificación de la etapa \| Clasificación de la etapa \| Clasificación de la etapa \| Clasificación de la etapa \| Clasificación de la etapa \| \| Ciclista \| Ciclista \| Equipo \| Tiempo \| \| \| ------------------------- \| ------------------------- \| ------------------------- \| ------------------------- \| ------------------------- \| \| 1.º \| Nairo Quintana \| Movistar Team \| 4 h 28 min 40 s \| \| \| 2.º \| Ilnur Zakarin \| Katusha \| + 0 s \| \| \| 3.º \| Rui Alberto Costa \| Lampre-Merida \| + 26 s \| \| \| 4.º \| Rigoberto Urán \| Cannondale \| + 26 s \| \| \| 5.º \| Thibaut Pinot \| FDJ \| + 26 s \| \| \| 6.º \| Ion Izagirre \| Movistar Team \| + 26 s \| \| \| 7.º \| Rafał Majka \| Tinkoff \| + 26 s \| \| \| 8.º \| Mathias Frank \| IAM Cycling \| + 26 s \| \| \| 9.º \| Pierre Rolland \| Cannondale \| + 26 s \| \| \| 10.º \| Simon Špilak \| Katusha \| + 26 s \| \| |                   |               |                 |
| |                   |               |                 |
| |                   |               |                 |
| Clasificación de la etapa |                   |               |                 |
| Ciclista | Ciclista          | Equipo        | Tiempo          |
| 1.º | Nairo Quintana    | Movistar Team | 4 h 28 min 40 s |
| 2.º | Ilnur Zakarin     | Katusha       | + 0 s           |
| 3.º | Rui Alberto Costa | Lampre-Merida | + 26 s          |
| 4.º | Rigoberto Urán    | Cannondale    | + 26 s          |
| 5.º | Thibaut Pinot     | FDJ           | + 26 s          |
| 6.º | Ion Izagirre      | Movistar Team | + 26 s          |
| 7.º | Rafał Majka       | Tinkoff       | + 26 s          |
| 8.º | Mathias Frank     | IAM Cycling   | + 26 s          |
| 9.º | Pierre Rolland    | Cannondale    | + 26 s          |
| 10.º | Simon Špilak      | Katusha       | + 26 s          |

| \| Clasificación general \| Clasificación general \| Clasificación general \| Clasificación general \| Clasificación general \| \| Ciclista \| Ciclista \| Equipo \| Tiempo \| \| \| --------------------- \| --------------------- \| --------------------- \| --------------------- \| --------------------- \| \| 1.º \| Nairo Quintana \| Movistar Team \| 7 h 02 min 05 s \| \| \| 2.º \| Ilnur Zakarin \| Katusha \| + 18 s \| \| \| 3.º \| Ion Izagirre \| Movistar Team \| + 20 s \| \| \| 4.º \| Thibaut Pinot \| FDJ \| + 32 s \| \| \| 5.º \| Rui Alberto Costa \| Lampre-Merida \| + 36 s \| \| \| 6.º \| Mathias Frank \| IAM Cycling \| + 37 s \| \| \| 7.º \| Simon Špilak \| Katusha \| + 42 s \| \| \| 8.º \| Pierre Rolland \| Cannondale \| + 43 s \| \| \| 9.º \| Bauke Mollema \| Trek-Segafredo \| + 44 s \| \| \| 10.º \| Rigoberto Urán \| Cannondale \| + 46 s \| \| |                   |                |                 |
| |                   |                |                 |
| |                   |                |                 |
| Clasificación general |                   |                |                 |
| Ciclista | Ciclista          | Equipo         | Tiempo          |
| 1.º | Nairo Quintana    | Movistar Team  | 7 h 02 min 05 s |
| 2.º | Ilnur Zakarin     | Katusha        | + 18 s          |
| 3.º | Ion Izagirre      | Movistar Team  | + 20 s          |
| 4.º | Thibaut Pinot     | FDJ            | + 32 s          |
| 5.º | Rui Alberto Costa | Lampre-Merida  | + 36 s          |
| 6.º | Mathias Frank     | IAM Cycling    | + 37 s          |
| 7.º | Simon Špilak      | Katusha        | + 42 s          |
| 8.º | Pierre Rolland    | Cannondale     | + 43 s          |
| 9.º | Bauke Mollema     | Trek-Segafredo | + 44 s          |
| 10.º | Rigoberto Urán    | Cannondale     | + 46 s          |

### Etapa 3
| Sion - Sion | contrarreloj individual | (15,11 km) |

| \| Clasificación de la etapa \| Clasificación de la etapa \| Clasificación de la etapa \| Clasificación de la etapa \| Clasificación de la etapa \| \| Ciclista \| Ciclista \| Equipo \| Tiempo \| \| \| ------------------------- \| ------------------------- \| ------------------------- \| ------------------------- \| ------------------------- \| \| 1.º \| Thibaut Pinot \| FDJ \| 20 min 21 s \| \| \| 2.º \| Tom Dumoulin \| Giant-Alpecin \| + 2 s \| \| \| 3.º \| Bob Jungels \| Etixx-Quick Step \| + 9 s \| \| \| 4.º \| Chris Froome \| Team Sky \| + 9 s \| \| \| 5.º \| Jérôme Coppel \| IAM Cycling \| + 9 s \| \| \| 6.º \| Nairo Quintana \| Movistar Team \| + 9 s \| \| \| 7.º \| Ilnur Zakarin \| Katusha \| + 17 s \| \| \| 8.º \| Ion Izagirre \| Movistar Team \| + 18 s \| \| \| 9.º \| Steve Morabito \| FDJ \| + 22 s \| \| \| 10.º \| Manuele Boaro \| Tinkoff \| + 25 s \| \| |                |                  |             |
| |                |                  |             |
| |                |                  |             |
| Clasificación de la etapa |                |                  |             |
| Ciclista | Ciclista       | Equipo           | Tiempo      |
| 1.º | Thibaut Pinot  | FDJ              | 20 min 21 s |
| 2.º | Tom Dumoulin   | Giant-Alpecin    | + 2 s       |
| 3.º | Bob Jungels    | Etixx-Quick Step | + 9 s       |
| 4.º | Chris Froome   | Team Sky         | + 9 s       |
| 5.º | Jérôme Coppel  | IAM Cycling      | + 9 s       |
| 6.º | Nairo Quintana | Movistar Team    | + 9 s       |
| 7.º | Ilnur Zakarin  | Katusha          | + 17 s      |
| 8.º | Ion Izagirre   | Movistar Team    | + 18 s      |
| 9.º | Steve Morabito | FDJ              | + 22 s      |
| 10.º | Manuele Boaro  | Tinkoff          | + 25 s      |

| \| Clasificación general \| Clasificación general \| Clasificación general \| Clasificación general \| Clasificación general \| \| Ciclista \| Ciclista \| Equipo \| Tiempo \| \| \| --------------------- \| --------------------- \| --------------------- \| --------------------- \| --------------------- \| \| 1.º \| Nairo Quintana \| Movistar Team \| 7 h 22 min 35 s \| \| \| 2.º \| Thibaut Pinot \| FDJ \| + 23 s \| \| \| 3.º \| Ilnur Zakarin \| Katusha \| + 26 s \| \| \| 4.º \| Ion Izagirre \| Movistar Team \| + 29 s \| \| \| 5.º \| Tom Dumoulin \| Giant-Alpecin \| + 50 s \| \| \| 6.º \| Mathias Frank \| IAM Cycling \| + 1 min 06 s \| \| \| 7.º \| Simon Špilak \| Katusha \| + 1 min 11 s \| \| \| 8.º \| Rui Alberto Costa \| Lampre-Merida \| + 1 min 12 s \| \| \| 9.º \| Tejay van Garderen \| BMC Racing Team \| + 1 min 22 s \| \| \| 10.º \| Rafał Majka \| Tinkoff \| + 1 min 23 s \| \| |                    |                 |                 |
| |                    |                 |                 |
| |                    |                 |                 |
| Clasificación general |                    |                 |                 |
| Ciclista | Ciclista           | Equipo          | Tiempo          |
| 1.º | Nairo Quintana     | Movistar Team   | 7 h 22 min 35 s |
| 2.º | Thibaut Pinot      | FDJ             | + 23 s          |
| 3.º | Ilnur Zakarin      | Katusha         | + 26 s          |
| 4.º | Ion Izagirre       | Movistar Team   | + 29 s          |
| 5.º | Tom Dumoulin       | Giant-Alpecin   | + 50 s          |
| 6.º | Mathias Frank      | IAM Cycling     | + 1 min 06 s    |
| 7.º | Simon Špilak       | Katusha         | + 1 min 11 s    |
| 8.º | Rui Alberto Costa  | Lampre-Merida   | + 1 min 12 s    |
| 9.º | Tejay van Garderen | BMC Racing Team | + 1 min 22 s    |
| 10.º | Rafał Majka        | Tinkoff         | + 1 min 23 s    |

### Etapa 4
| Conthey - Villars-sur-Ollon | etapa de montaña | (172,7 km) |

| \| Clasificación de la etapa \| Clasificación de la etapa \| Clasificación de la etapa \| Clasificación de la etapa \| Clasificación de la etapa \| \| Ciclista \| Ciclista \| Equipo \| Tiempo \| \| \| ------------------------- \| ------------------------- \| ------------------------- \| ------------------------- \| ------------------------- \| \| 1.º \| Chris Froome \| Team Sky \| 4 h 44 min 24 s \| \| \| 2.º \| Ion Izagirre \| Movistar Team \| + 4 s \| \| \| 3.º \| Thibaut Pinot \| FDJ \| + 4 s \| \| \| 4.º \| Ilnur Zakarin \| Katusha \| + 4 s \| \| \| 5.º \| Nairo Quintana \| Movistar Team \| + 4 s \| \| \| 6.º \| Bauke Mollema \| Trek-Segafredo \| + 4 s \| \| \| 7.º \| Rui Alberto Costa \| Lampre-Merida \| + 4 s \| \| \| 8.º \| Rigoberto Urán \| Cannondale \| + 4 s \| \| \| 9.º \| Tejay van Garderen \| BMC Racing Team \| + 9 s \| \| \| 10.º \| Simon Špilak \| Katusha \| + 9 s \| \| |                    |                 |                 |
| |                    |                 |                 |
| |                    |                 |                 |
| Clasificación de la etapa |                    |                 |                 |
| Ciclista | Ciclista           | Equipo          | Tiempo          |
| 1.º | Chris Froome       | Team Sky        | 4 h 44 min 24 s |
| 2.º | Ion Izagirre       | Movistar Team   | + 4 s           |
| 3.º | Thibaut Pinot      | FDJ             | + 4 s           |
| 4.º | Ilnur Zakarin      | Katusha         | + 4 s           |
| 5.º | Nairo Quintana     | Movistar Team   | + 4 s           |
| 6.º | Bauke Mollema      | Trek-Segafredo  | + 4 s           |
| 7.º | Rui Alberto Costa  | Lampre-Merida   | + 4 s           |
| 8.º | Rigoberto Urán     | Cannondale      | + 4 s           |
| 9.º | Tejay van Garderen | BMC Racing Team | + 9 s           |
| 10.º | Simon Špilak       | Katusha         | + 9 s           |

| \| Clasificación general \| Clasificación general \| Clasificación general \| Clasificación general \| Clasificación general \| \| Ciclista \| Ciclista \| Equipo \| Tiempo \| \| \| --------------------- \| --------------------- \| --------------------- \| --------------------- \| --------------------- \| \| 1.º \| Nairo Quintana \| Movistar Team \| 12 h 07 min 03 s \| \| \| 2.º \| Thibaut Pinot \| FDJ \| + 19 s \| \| \| 3.º \| Ion Izagirre \| Movistar Team \| + 23 s \| \| \| 4.º \| Ilnur Zakarin \| Katusha \| + 26 s \| \| \| 5.º \| Tom Dumoulin \| Giant-Alpecin \| + 57 s \| \| \| 6.º \| Rui Alberto Costa \| Lampre-Merida \| + 1 min 12 s \| \| \| 7.º \| Simon Špilak \| Katusha \| + 1 min 16 s \| \| \| 8.º \| Mathias Frank \| IAM Cycling \| + 1 min 16 s \| \| \| 9.º \| Bauke Mollema \| Trek-Segafredo \| + 1 min 24 s \| \| \| 10.º \| Tejay van Garderen \| BMC Racing Team \| + 1 min 27 s \| \| |                    |                 |                  |
| |                    |                 |                  |
| |                    |                 |                  |
| Clasificación general |                    |                 |                  |
| Ciclista | Ciclista           | Equipo          | Tiempo           |
| 1.º | Nairo Quintana     | Movistar Team   | 12 h 07 min 03 s |
| 2.º | Thibaut Pinot      | FDJ             | + 19 s           |
| 3.º | Ion Izagirre       | Movistar Team   | + 23 s           |
| 4.º | Ilnur Zakarin      | Katusha         | + 26 s           |
| 5.º | Tom Dumoulin       | Giant-Alpecin   | + 57 s           |
| 6.º | Rui Alberto Costa  | Lampre-Merida   | + 1 min 12 s     |
| 7.º | Simon Špilak       | Katusha         | + 1 min 16 s     |
| 8.º | Mathias Frank      | IAM Cycling     | + 1 min 16 s     |
| 9.º | Bauke Mollema      | Trek-Segafredo  | + 1 min 24 s     |
| 10.º | Tejay van Garderen | BMC Racing Team | + 1 min 27 s     |

### Etapa 5
| Ollon - Ginebra | etapa escarpada | (177,4 km) |

| \| Clasificación de la etapa \| Clasificación de la etapa \| Clasificación de la etapa \| Clasificación de la etapa \| Clasificación de la etapa \| \| Ciclista \| Ciclista \| Equipo \| Tiempo \| \| \| ------------------------- \| ------------------------- \| ------------------------- \| ------------------------- \| ------------------------- \| \| 1.º \| Michael Albasini \| Orica-GreenEDGE \| 4 h 13 min 17 s \| \| \| 2.º \| Andrey Amador \| Movistar Team \| + 0 s \| \| \| 3.º \| Wilco Kelderman \| LottoNL-Jumbo \| + 0 s \| \| \| 4.º \| Niccolò Bonifazio \| Trek-Segafredo \| + 0 s \| \| \| 5.º \| Moreno Hofland \| LottoNL-Jumbo \| + 0 s \| \| \| 6.º \| Kristian Sbaragli \| Dimension Data \| + 0 s \| \| \| 7.º \| Daryl Impey \| Orica-GreenEDGE \| + 0 s \| \| \| 8.º \| Tom Bohli \| BMC Racing Team \| + 0 s \| \| \| 9.º \| Carlos Verona \| Etixx-Quick Step \| + 0 s \| \| \| 10.º \| Jarlinson Pantano \| IAM Cycling \| + 0 s \| \| |                   |                  |                 |
| |                   |                  |                 |
| |                   |                  |                 |
| Clasificación de la etapa |                   |                  |                 |
| Ciclista | Ciclista          | Equipo           | Tiempo          |
| 1.º | Michael Albasini  | Orica-GreenEDGE  | 4 h 13 min 17 s |
| 2.º | Andrey Amador     | Movistar Team    | + 0 s           |
| 3.º | Wilco Kelderman   | LottoNL-Jumbo    | + 0 s           |
| 4.º | Niccolò Bonifazio | Trek-Segafredo   | + 0 s           |
| 5.º | Moreno Hofland    | LottoNL-Jumbo    | + 0 s           |
| 6.º | Kristian Sbaragli | Dimension Data   | + 0 s           |
| 7.º | Daryl Impey       | Orica-GreenEDGE  | + 0 s           |
| 8.º | Tom Bohli         | BMC Racing Team  | + 0 s           |
| 9.º | Carlos Verona     | Etixx-Quick Step | + 0 s           |
| 10.º | Jarlinson Pantano | IAM Cycling      | + 0 s           |

## Clasificaciones finales
- Las clasificaciones finalizaron de la siguiente forma:[6]

### Clasificación general
| \| Clasificación general \| Clasificación general \| Clasificación general \| Clasificación general \| Clasificación general \| \| Ciclista \| Ciclista \| Equipo \| Tiempo \| \| \| --------------------- \| --------------------- \| --------------------- \| --------------------- \| --------------------- \| \| 1.º \| Nairo Quintana \| Movistar Team \| 16 h 20 min 20 s \| \| \| 2.º \| Thibaut Pinot \| FDJ \| + 19 s \| \| \| 3.º \| Ion Izagirre \| Movistar Team \| + 23 s \| \| \| 4.º \| Ilnur Zakarin \| Katusha \| + 26 s \| \| \| 5.º \| Tom Dumoulin \| Giant-Alpecin \| + 57 s \| \| \| 6.º \| Rui Alberto Costa \| Lampre-Merida \| + 1 min 12 s \| \| \| 7.º \| Simon Špilak \| Katusha \| + 1 min 16 s \| \| \| 8.º \| Mathias Frank \| IAM Cycling \| + 1 min 16 s \| \| \| 9.º \| Bauke Mollema \| Trek-Segafredo \| + 1 min 24 s \| \| \| 10.º \| Tejay van Garderen \| BMC Racing Team \| + 1 min 27 s \| \| |                    |                 |                  |
| |                    |                 |                  |
| Fuente: ProCyclingStats |                    |                 |                  |
| Clasificación general |                    |                 |                  |
| Ciclista | Ciclista           | Equipo          | Tiempo           |
| 1.º | Nairo Quintana     | Movistar Team   | 16 h 20 min 20 s |
| 2.º | Thibaut Pinot      | FDJ             | + 19 s           |
| 3.º | Ion Izagirre       | Movistar Team   | + 23 s           |
| 4.º | Ilnur Zakarin      | Katusha         | + 26 s           |
| 5.º | Tom Dumoulin       | Giant-Alpecin   | + 57 s           |
| 6.º | Rui Alberto Costa  | Lampre-Merida   | + 1 min 12 s     |
| 7.º | Simon Špilak       | Katusha         | + 1 min 16 s     |
| 8.º | Mathias Frank      | IAM Cycling     | + 1 min 16 s     |
| 9.º | Bauke Mollema      | Trek-Segafredo  | + 1 min 24 s     |
| 10.º | Tejay van Garderen | BMC Racing Team | + 1 min 27 s     |

### Clasificación por puntos
| Clasificación por puntos | Clasificación por puntos | Clasificación por puntos | Clasificación por puntos | Clasificación por puntos |
| Ciclista                 | Ciclista                 | Equipo                   | Puntos                   |                          |
| ------------------------ | ------------------------ | ------------------------ | ------------------------ | ------------------------ |
| 1.º                      | Michael Albasini         | Orica-GreenEDGE          | 91 pts                   |                          |
| 2.º                      | Ion Izagirre             | Movistar Team            | 81 pts                   |                          |
| 3.º                      | Thibaut Pinot            | FDJ                      | 75 pts                   |                          |
| 4.º                      | Ilnur Zakarin            | Katusha                  | 67 pts                   |                          |
| 5.º                      | Nairo Quintana           | Movistar Team            | 62 pts                   |                          |
| 6.º                      | Tom Dumoulin             | Giant-Alpecin            | 56 pts                   |                          |
| 7.º                      | Chris Froome             | Team Sky                 | 55 pts                   |                          |
| 8.º                      | Niccolò Bonifazio        | Trek-Segafredo           | 48 pts                   |                          |
| 9.º                      | Daryl Impey              | Orica-GreenEDGE          | 47 pts                   |                          |
| 10.º                     | Andrey Amador            | Movistar Team            | 44 pts                   |                          |

### Clasificación de la montaña
| Clasificación de la montaña | Clasificación de la montaña | Clasificación de la montaña | Clasificación de la montaña | Clasificación de la montaña |
| Ciclista                    | Ciclista                    | Equipo                      | Puntos                      |                             |
| --------------------------- | --------------------------- | --------------------------- | --------------------------- | --------------------------- |
| 1.º                         | Sander Armée                | Lotto-Soudal                | 42 pts                      |                             |
| 2.º                         | Nairo Quintana              | Movistar Team               | 34 pts                      |                             |
| 3.º                         | Chris Froome                | Team Sky                    | 28 pts                      |                             |
| 4.º                         | Pável Kochetkov             | Katusha                     | 24 pts                      |                             |
| 5.º                         | Tejay van Garderen          | BMC Racing Team             | 22 pts                      |                             |
| 6.º                         | Ilnur Zakarin               | Katusha                     | 16 pts                      |                             |
| 7.º                         | Rui Alberto Costa           | Lampre-Merida               | 16 pts                      |                             |
| 8.º                         | Daryl Impey                 | Orica-GreenEDGE             | 14 pts                      |                             |
| 9.º                         | Marcel Wyss                 | IAM Cycling                 | 12 pts                      |                             |
| 10.º                        | Thibaut Pinot               | FDJ                         | 12 pts                      |                             |

### Clasificación de los jóvenes
| Clasificación del mejor joven | Clasificación del mejor joven | Clasificación del mejor joven | Clasificación del mejor joven | Clasificación del mejor joven |
| Ciclista                      | Ciclista                      | Equipo                        | Tiempo                        |                               |
| ----------------------------- | ----------------------------- | ----------------------------- | ----------------------------- | ----------------------------- |
| 1.º                           | Pierre Latour                 | AG2R La Mondiale              | 16 h 22 min 44 s              |                               |
| 2.º                           | Damien Howson                 | Orica-GreenEDGE               | + 1 min 57 s                  |                               |
| 3.º                           | Merhawi Kudus                 | Dimension Data                | + 2 min 49 s                  |                               |
| 4.º                           | Carlos Verona                 | Etixx-Quick Step              | + 3 min 01 s                  |                               |
| 5.º                           | Jan Polanc                    | Lampre-Merida                 | + 6 min 42 s                  |                               |
| 6.º                           | Jack Haig                     | Orica-GreenEDGE               | + 18 min 57 s                 |                               |
| 7.º                           | Guillaume Martin              | Wanty-Groupe Gobert           | + 21 min 52 s                 |                               |
| 8.º                           | Matej Mohorič                 | Lampre-Merida                 | + 34 min 51 s                 |                               |
| 9.º                           | Alexey Vermeulen              | LottoNL-Jumbo                 | + 35 min 07 s                 |                               |
| 10.º                          | Valentin Baillifard           | Roth                          | + 43 min 08 s                 |                               |

### Clasificación por equipos
| Clasificación por equipos | Clasificación por equipos | Clasificación por equipos | Clasificación por equipos |
| Equipo                    | Equipo                    | Tiempo                    |                           |
| ------------------------- | ------------------------- | ------------------------- | ------------------------- |
| 1.º                       | Movistar Team             | 49 h 06 min 36 s          |                           |
| 2.º                       | Katusha                   | + 1 min 24 s              |                           |
| 3.º                       | Cannondale                | + 10 min 49 s             |                           |
| 4.º                       | FDJ                       | + 13 min 26 s             |                           |
| 5.º                       | BMC Racing Team           | + 13 min 51 s             |                           |
| 6.º                       | AG2R La Mondiale          | + 22 min 24 s             |                           |
| 7.º                       | Lampre-Merida             | + 22 min 32 s             |                           |
| 8.º                       | Dimension Data            | + 27 min 05 s             |                           |
| 9.º                       | Lotto-Soudal              | + 36 min 08 s             |                           |
| 10.º                      | Etixx-Quick Step          | + 38 min 51 s             |                           |

## Evolución de las clasificaciones
| Etapa (Vencedor)               | Clasificación general | Clasificación de la montaña | Clasificación por puntos | Clasificación de los jóvenes | Clasificación por equipos |
| ------------------------------ | --------------------- | --------------------------- | ------------------------ | ---------------------------- | ------------------------- |
| Prólogo (Ion Izagirre)         | Ion Izagirre          | Louis Vervaeke              | Ion Izagirre             | Louis Vervaeke               | Movistar Team             |
| 1ª etapa (Marcel Kittel)       | Ion Izagirre          | Sander Armée                | Marcel Kittel            | Louis Vervaeke               | Movistar Team             |
| 2ª etapa (Nairo Quintana)      | Nairo Quintana        | Nairo Quintana              | Marcel Kittel            | Davide Formolo               | Cannondale                |
| 3ª etapa (CRI) (Thibaut Pinot) | Nairo Quintana        | Nairo Quintana              | Ion Izagirre             | Damien Howson                | Movistar Team             |
| 4ª etapa (Chris Froome)        | Nairo Quintana        | Nairo Quintana              | Ion Izagirre             | Pierre Latour                | Movistar Team             |
| 5ª etapa (Michael Albasini)    | Nairo Quintana        | Sander Armée                | Michael Albasini         | Pierre Latour                | Movistar Team             |
| Final                          | Nairo Quintana        | Sander Armée                | Michael Albasini         | Pierre Latour                | Movistar Team             |

## UCI World Tour
El Tour de Romandía 2016 otorga puntos para el UCI WorldTour 2016, para corredores de equipos en las categorías UCI ProTeam, Profesional Continental y Equipos Continentales. Las siguientes tablas son el baremo de puntuación y los corredores que obtuvieron puntos:
| Posición              | 1.ª | 2.ª | 3.ª | 4.ª | 5.ª | 6.ª | 7.ª | 8.ª | 9.ª | 10.ª |
| Clasificación general | 100 | 80  | 70  | 60  | 50  | 40  | 30  | 20  | 10  | 4    |
| Por etapa             | 6   | 4   | 2   | 1   | 1   |     |     |     |     |      |

| Clasificación | Clasificación      | Clasificación      | Clasificación | Clasificación | Clasificación |
| Posición      | Ciclista           | Equipo             | General       | Etapa         | Total         |
| ------------- | ------------------ | ------------------ | ------------- | ------------- | ------------- |
| 1.º           | Nairo Quintana     | Movistar Team      | 100           | 7             | 107           |
| 2.º           | Thibaut Pinot      | FDJ                | 80            | 9             | 89            |
| 3.º           | Ion Izagirre       | Movistar Team      | 70            | 10            | 80            |
| 4.º           | Ilnur Zakarin      | Team Katusha       | 60            | 5             | 65            |
| 5.º           | Tom Dumoulin       | Team Giant-Alpecin | 50            | 8             | 58            |
| 6.º           | Rui Costa          | Lampre-Merida      | 40            | 2             | 42            |
| 7.º           | Simon Špilak       | Team Katusha       | 30            | -             | 30            |
| 8.º           | Mathias Frank      | IAM Cycling        | 20            | -             | 20            |
| 9.º           | Bauke Mollema      | Trek-Segafredo     | 10            | -             | 10            |
| 10.º          | Tejay van Garderen | BMC Racing Team    | 4             | -             | 4             |

Además, también otorgó puntos para el UCI World Ranking (clasificación global de todas las carreras internacionales).
| Posición              | 1º  | 2º  | 3º  | 4º  | 5º  | 6º  | 7º  | 8º  | 9º  | 10º |
| Clasificación general | 500 | 400 | 325 | 275 | 225 | 175 | 150 | 125 | 100 | 85  |
| Por etapa             | 60  | 25  | 10  |     |     |     |     |     |     |     |
| Líder                 | 10  |     |     |     |     |     |     |     |     |     |

| Clasificación | Clasificación      | Clasificación      | Clasificación | Clasificación | Clasificación | Clasificación |
| Posición      | Ciclista           | Equipo             | General       | Etapa         | Líder         | Total         |
| ------------- | ------------------ | ------------------ | ------------- | ------------- | ------------- | ------------- |
| 1.º           | Nairo Quintana     | Movistar Team      | 500           | 60            | 40            | 600           |
| 2.º           | Thibaut Pinot      | FDJ                | 400           | 70            | -             | 470           |
| 3.º           | Ion Izagirre       | Movistar Team      | 325           | 85            | 20            | 430           |
| 4.º           | Ilnur Zakarin      | Team Katusha       | 275           | 25            | -             | 300           |
| 5.º           | Tom Dumoulin       | Team Giant-Alpecin | 225           | 50            | -             | 275           |
| 6.º           | Rui Costa          | Lampre-Merida      | 175           | 10            | -             | 185           |
| 7.º           | Simon Špilak       | Team Katusha       | 150           | -             | -             | 150           |
| 8.º           | Mathias Frank      | IAM Cycling        | 125           | -             | -             | 125           |
| 9.º           | Bauke Mollema      | Trek-Segafredo     | 100           | -             | -             | 100           |
| 10.º          | Tejay van Garderen | BMC Racing Team    | 85            | -             | -             | 85            |